# Mitologia armena

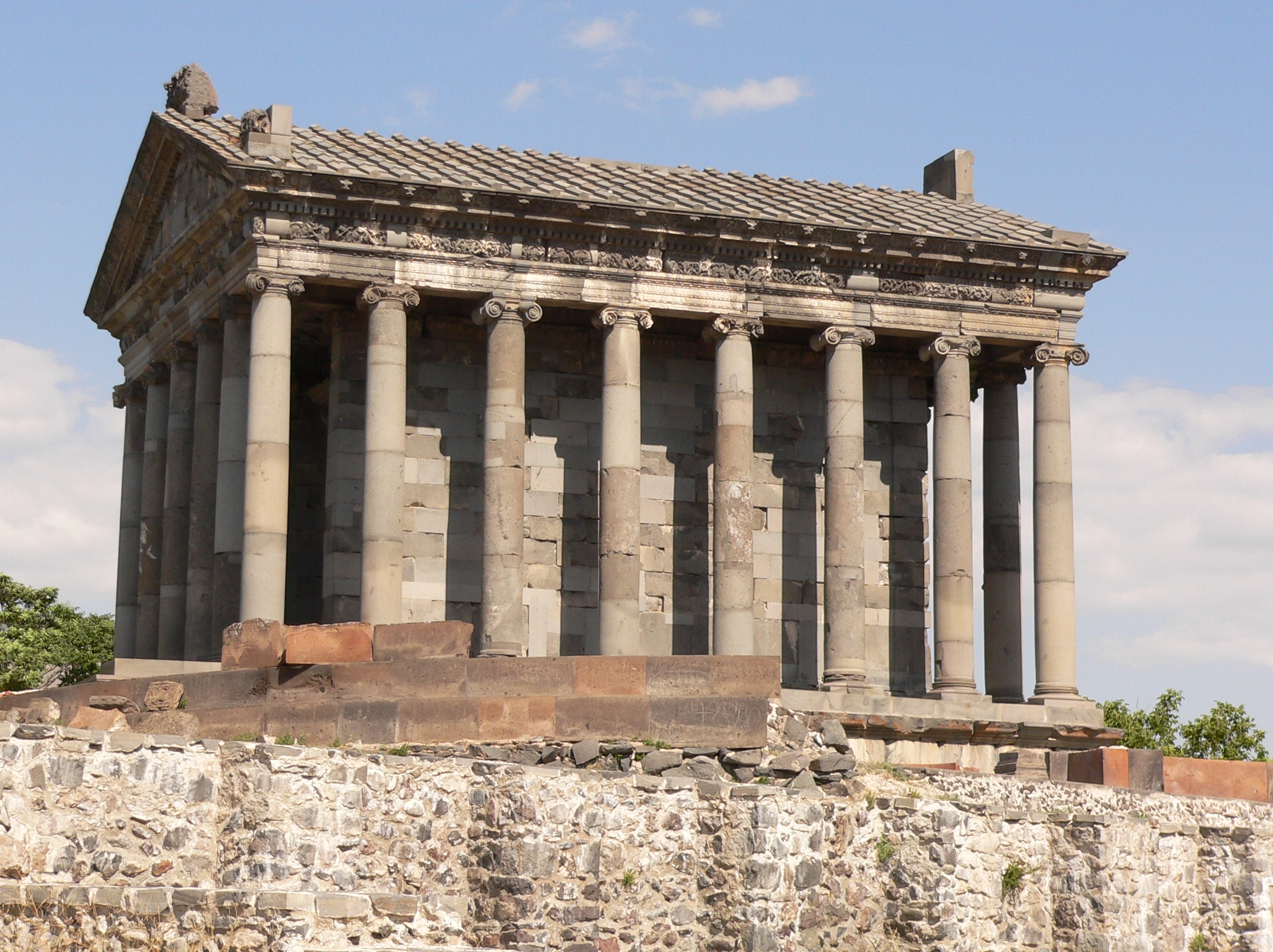
Il tempio di Garni

La mitologia armena ha radici antichissime, che risalgono alla religione protoindoeuropea, e poi nel corso dei secoli si è arricchita acquisendo credenze, miti e divinità delle mitologie ittita, mesopotamica, iraniana e greca.

## Formazione della mitologia armena
Il pantheon armeno, inizialmente venerato dai proto-armeni, ereditò i suoi elementi essenziali dalle credenze e mitologie dei proto-indoeuropei e dei popoli dell'altopiano armeno, come testimoniano vari termini e caratteri negli antichi riti pagani armeni simile alla lingua degli indoeuropei. I culti più antichi sono ritenuti essere venerati da un creatore chiamato Ar (o probabilmente Ara), identificato come il sole (Arev o Areg); gli antichi armeni si chiamavano dunque "figli del sole". Inoltre, tra gli antichi tipi di venerazioni derivati dagli indoeuropei si trovavano i culti delle aquile, dei leoni e del cielo.
Dopo l'asserzione degli iraniani in Armenia nel I millennio a.C., lo zoroastrismo ebbe una grande influenza nella religione armena. Fino al tardo periodo partico, poco prima dell'ascesa dei sasanidi, le terre armene ebbero una sorta di sincretismo con il mazdaismo, che mescolava i concetti religiosi degli iraniani con le credenze tradizionali armene. Tanto per fare un esempio, Vanatur, il dio supremo del pantheon armeno, fu rimpiazzato da Aramazd (la forma partica di Ahura Mazdā). Tuttavia, la versione armena di Aramazd conservava molti aspetti della religione nativa armena. In modo simile, Nar, la dea armena della fertilità, fu sostituita da Anahit, che forse derivava dal persiano Anahita, seppur la dea armena si distingueva interamente dalla sua controparte iraniana.
Nel periodo ellenistico (III-I secoli a.C.), gli antichi dei armeni erano identificati con nomi in greco antico: Aramazd divenne Zeus, Anahit divenne Artemide, Vahagn divenne Eracle, Astghik divenne Afrodite, Nane divenne Atena, Mihr divenne Efesto, Tir divenne Apollo.
Dopo l'adozione formale del cristianesimo nel IV secolo d.C., gli antichi miti e credenze aderirono molto alle credenze cristiane. I personaggi biblici presero quindi il posto delle funzioni degli spiriti e delle divinità arcaiche: ad esempio, Giovanni Battista ereditò certe caratteristiche di Vahagn e Tir, e l'arcangelo Gabriele prese gli elementi di Vahagn.
Le informazioni basilari sulle tradizioni pagane armene erano conservate da autori in greco antico come Platone, Erodoto, Senofonte e Strabone, lo storico bizantino Procopio di Cesarea, e persino scrittori armeni come Mosè di Corene (Movses Khorenatsi), Agatangelo, Yeznik di Koghb, Sebeo, e Anania di Shirak, oltre che nelle tradizioni orali.

## Pantheon
Il pantheon dell'Armenia pre-cristiana cambiò nel corso dei secoli: in origine nativo in natura (dai proto-indoeuropei), il pantheon fu modificato dalle influenze anatoliche, semitiche, iraniane e greche.
Un comune motivo che riuniva la maggior parte (o persino la totalità) dei pantheon armeni fu la credenza di una triade di dei supremi, in genere formati da un dio creatore, una dea madre e un figlio dio del tuono.

### Proto-armeno
Si ritiene che gli dei proto-armeni fossero quelli nativi dell'Armenia, venerati durante l'apposita era dello stato, e che la maggior parte (se non la totalità) di tutti questi dei derivino dalle tradizioni religiose dei proto-indoeuropei. Vi è anche una probabile influenza dalle credenze religiose degli altopiani armeni...
- Arev (Areg) o Ar - Il dio del sole, confrontabile col dio indù Ravi[6], probabilmente fu noto anche come Ara, o si evolse come tale.
- Astɫik[7] - Cognata della dea semitica Ishtar, identificata con la dea Venere. Dea della fertilità e consorte di Vahagn, i due condividono un tempio nella città di Ashtishat.[1] La festività di Vardavar fu in origine in onore di Astɫik; tale nome deriva dal proto-indoeuropeo *h2ster, con in aggiunta il suffisso diminutivo armeno -ik.[8]
- Ayg - Dea dell'alba.[9]
- Angeł - "L'invisibile", e dio dell'oltretomba, facilmente confrontabile con Nergal e Ade.[10] Il suo tempio principale si trovava ad Angeł-tun (Casa di Angeł), che corrispondeva forse a Ingalova dei registri ittiti e Ingelene/Ingilena di quelli greci e latini, probabilmente situata vicino a Eğil, in Turchia.[11]
- Turk‘ Angełeay o Turk - "Donato da Angeł", e pro-nipote di Hayk, era un eroe mostruoso, che tirava massi enormi per affondare le navi nemiche nel Mar Nero.[12][13] È a volte confrontato con Thor e Polifemo, e probabilmente Tarhu.
- Amanor - "Portatore dei nuovi frutti" (il dio del nuovo anno, Navasard). Potrebbe o meno essere la stessa persona di Vanatur.[14]
- Vanatur - Dio dell'ospitalità, il suo nome vorrebbe dire "signore di Van" o "dare asilo". Lui e Amanor potrebbero essere la stessa persona.[14] In seguito confrontato con Aramazd e Zeus.
- Nvard ("Nuard" in armeno classico) - Consorte di Ara, confrontabile con Nane e Inanna (Ishtar), si sviluppò in seguito nella persona di Anahit.[15]
- Tsovinar o Nar - "Nar del mare", era effettivamente la dea del mare e dell'acqua, e forse anche dei fulmini, e divenne la consorte di Vahagn.[16] Forse connesso con Inara.
- Andndayin ōj - "Il serpente abissale" che visse nelle acque nere che circondava l'albero cosmico.[17]

### Hayasa
Nonostante i rapporti tra il regno di Hayasa-Azzi dell'Età del Bronzo e gli Armeni non siano certi, molti studenti credono che esista (Hayasa è spesso messo a confronto con gli endonimi armeni Hayastan e Hay). Non si sa molto del pantheon Hayasa, ma alcuni nomi sono giunti a noi tramite le scritture ittite. La triade avrebbe compreso U.GUR, INANNA e Tarumu.
- U.GUR - Dio supremo del pantheon Hayasa, e probabilmente il padre di Terettitunnis e Tarumu, è rappresentato dall'ideogramma divino U.GUR nei registri ittiti, equivalente al dio sumero Nergal. Il suo vero nome è ignoto, ma alcuni pensano che sia Angeł, Hayk, Ar o una variante del dio hatti Šulikatte. Potrebbe anche essere associato con il dio semitico El (Elkunirša tra gli Ittiti).[19]
- INANNA - Consorte del dio supremo di Hayasa. Come il marito, anche il suo nome non è sopravvissuto, ma si specula che sia una forma originaria di Anahit, associato all'ittita Asertu.[18]
- Terittitunnis - Forse una forma originaria di Vahagn.[20]
- Tarumu - Il sesto dio del pantheon Hayasa, forse connesso a Tarhu.[20]
- Baltaik - Forse connessa alla dea semitica occidentale Ba'alat (Astarte), con un probabile suffisso diminutivo armeno -ik (come è presente nel nome della dea "Astɫik").[20]
- Izzistanus(?) - Una probabile ricostruzione di un nome danneggiato, "s/t-an-nu-us", e forse una ricostruzione del dio hatti Estan (Ezzi Estan: "buon Estan").[20]
- Unag-astuas o Unagastas - Una divinità menzionata in un trattato con gli Ittiti, ma dalle qualità ignote. Probabilmente connesso etimologicamente ad Astvats (Astuas in armeno classico), un nome usato di continuo come il Dio del cristianesimo armeno. Forse una forma del dio subartu Astuvanu (Astupinu), equivalente al sumero Nergal.[21]